# 西蒙娜·韦伊
西蒙·韋伊（法語：Simone Weil，法語：[simɔn vɛj] ⓘ，1909年2月3日—1943年8月24日），法國犹太人，神秘主义者、宗教思想家和社会活动家，深刻地影响着战后的欧洲思潮。其兄为法国数学家安德烈·韦伊。
她因赴西班牙参加反对法西斯政权的战争而後又於二战时积极参加法国抵抗运动，过度劳累，加上营养不良，健康状况严重恶化，1943年4月下半月住进了伦敦米德尔塞克医院（Middlesex Hospital），于1943年8月24日在英国逝世，年仅34岁，留下了约二十卷的著作。重要著作為《扎根：人类责任宣言》。在1950年代和1960年代，她的作品在欧洲大陆乃至整个英语国家广为人知。

## 生平
1909年2月3日，韋伊生於巴黎。她的父親伯纳德是一位医学博士，在阿爾薩斯洛林割讓給德國後搬到巴黎居住，母親索洛梅亚也是猶太人，家中對兩個孩子也非常的支持。她和哥哥安德烈也一直保持著很好的關係。她六個月大的時候患上了嚴重的闌尾炎，她之後的人生也總受疾病所苦。第一次世界大戰期間，她的父親應徵入伍，Eva Fogelman、 Robert Coles等學者認為這在一定程度上影響了她的之後的利他主義觀點。她有很嚴重的潔癖，儘管她待人熱情，但是仍盡量避免和別人進行肢體接觸，即使是女性。
韋伊非常早慧，10歲的時候就自稱是布爾什維克，12歲時已經學會了古希臘文，並在之後學習了梵文。她像文藝復興時期的學者米蘭多拉一樣關注宗教的普世關懷，並嘗試理解不同的宗教傳統。1926年，韋伊亨利四世中學讀預科，這时她便很仰慕他的老師阿蘭。1927年6月，她因歷史成績未能考上。1928年，考入巴黎高師，並幫阿蘭寫文章發表在《自由言論（Libres Propos）》上。在高師期間，她經常參加社會運動還有遊行，為工人爭取權利。1931年，她在獲得教師資格後到勒皮的中學擔任哲學教師，她參與了當地的政治組織，支持工人和失業者。1932年，她到德國幫助馬克思主義活動家，不過韋伊馬上發現他們無法和甚囂塵上的法西斯勢力抗衡。1933年，希特勒上台後她發表了長文來分析德國的形势，這些文章批評當時流行的馬克思主義思潮，並對資本主義和社會主義均持以悲觀態度。在這一年，她還參加了法國的總罷工來抵制資方的裁員和減薪。接下來的半年，她向學校請假到雷諾汽車的工廠工作，希望可以用這些生活經驗來了解工人。1935年，回歸教學崗位後她把這期間的收入捐贈給了慈善和政治組織。這年她也開始對基督信仰產生了興趣。
1936年，她參與了西班牙內戰，並加入了共和派。韋伊找到了朱利安·戈尔金並提出要參加營救华金·莫林的任務，不過未能如願。之後她加入了另一個說法語的游擊隊組織，在幾場戰鬥中她根本無法有效地參與作戰，於是她在父母的幫助下到意大利的阿西西療養。她在阿西西的天使之後聖殿感受到了宗教狂喜(religious ecstasy)，自此她轉向了神秘學的研究，同時保持對政治和社會的關注。她被天主教吸引，但拒絕受洗，後來到馬賽的多明我會學習，結識了古斯塔夫·蒂邦。
1942年，韋伊與家人前往美國。1943年，她被診斷出肺結核，她的病情迅速惡化，她被轉移到肯特郡阿什福德的療養院。8月，她因心力衰竭去世，享年34歲。

## 著作
- Simone Weil, Œuvres complètes. (Paris: Gallimard, 1989–2006, 6 vols.)
- Réflexions sur la guerre (La Critique sociale, no. 10, November 1933)
- Chronicles from the Spanish Civil War, in: 'Le Libertaire', an anarchistic magazine, 1936
- La Condition ouvrière, 1937
- La Pesanteur et la grâce (1947)；信仰与重负，1997，北京大学出版社
- L'Enracinement (1949)；扎根:人類責任宣言緒論，2021，台灣商務
- Attente de Dieu (1950)
- Lettre à un religieux (1951)
- Les Intuitions pré-chrétiennes (Paris: Les Editions de la Colombe, 1951)
- La Source grecque (Paris: Gallimard, 1952)
- Oppression et liberté (1955)；壓迫與自由，2018，台灣商務
- Note sur la suppression générale des partis politiques (Paris: Editions Gallimard, 1957 - Climats, 2006)
- Dieu Dans Platon；柏拉图对话中的神，2012，华夏出版社

- 〈前景：我們是否正朝著無產階級革命邁進？〉，1933年8月25日
- 〈對技術官僚、國家社會主義、蘇聯及其他問題的思索〉，1933年
- 〈論列寧的《唯物主義與經驗批判主義》〉，1933年11月
- 〈反思自由與社會壓迫的起因〉
- 〈對革命與進步等理念的批判性研究〉，1937年
- 〈對服從與自由的沉思〉，1937年
- 〈論馬克思主義的矛盾〉，1937年
- 〈馬克思主義學說存在嗎？〉，1943年

## 另見
- 阿蘭
- 卡繆
- 西蒙波娃
- 馬提尼翁協議
- 〈人類義務與責任宣言〉（英语：Declaration of Human Duties and Responsibilities）(1997)